# Kind mit Tasse

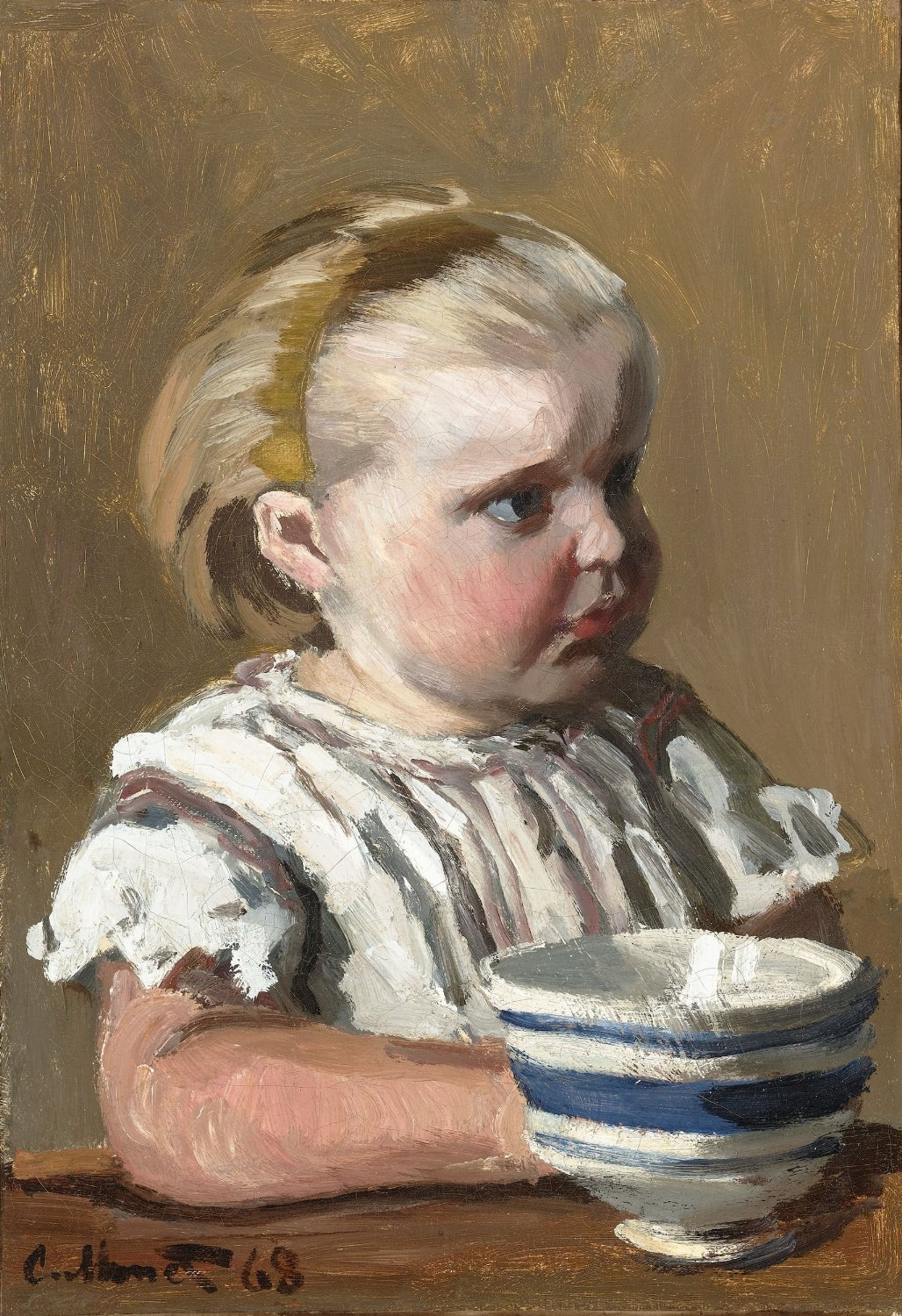
Kind mit Tasse – Porträt von Jean Monet von Claude Monet

Kind mit Tasse – Porträt von Jean Monet (französisch: L’Enfant à la tasse, portrait de Jean Monet) ist ein Ölgemälde des Impressionisten Claude Monet aus dem Jahr 1868. Das Gemälde zeigt Monets Sohn Jean, der neben einer weiß-blau gestreiften Tasse sitzt. Es ist die dritte Darstellung von Jean Monet durch seinen Vater. Das Gemälde befindet sich in Privatbesitz und wird zeitweise Kunsthäusern wie der Albertina in Wien ausgeliehen.

## Geschichte
Kind mit Tasse – Porträt von Jean Monet ist das dritte von elf Gemälden, die Claude Monet von seinem ältesten Sohn malte. Es entstand während einer Zeit, in der Monet unter finanziellen Schwierigkeiten litt und sich von Freunden Geld ausleihen musste. Da das Gemälde eines seiner Lieblingsgemälde war, weigerte er sich, es zu verkaufen.
Obwohl der impressionistische Stil, für den Monet später bekannt wurde, sich zu dieser Zeit noch nicht vollständig herausgebildet hatte, sind in Kind mit Tasse – Porträt von Jean Monet bereits die ersten Anzeichen dieses Kunststils zu erkennen. Vier Jahre später malte Monet Impression, Sonnenaufgang, das als das Gemälde gilt, durch das der Begriff Impressionismus größere Bekanntheit erlangte.

## Provenienz
Das Bild hing bis Monets Tod 1926 in seinem Schlafzimmer, danach sind einige Stationen bekannt:
- 1924: Sale at Drouot, Paris, 14 November 1924, no. 80 (“Dauthon” as per cat. rais.)
- danach: Mme. Colombel, Paris
- danach: Knoedler
- danach: Jacques Dubourg, Paris
- danach: Hunt Henderson, New Orleans
- 1974: Verkauf bei Christie’s, London, 3 December 1974, no. 45 (withdrawn)
- 1976: Verkauf bei Christie’s, London, 29 June 1976, no. 231 (bought by private collection, London)
- 2012: Angekauft von Gallery M.S. Rau, New Orleans, from a reputable fine art dealership in London
- 2015: Verkauft von Gallery M.S. Rau, New Orleans an einen europäischen Kunden
- 2017: Gekauft vom jetzigen Besitzer aus der Konkursmasse von Auctionata Paddle 8[4]

2013 wurde das Bild im Rahmen der „Fine Art“-Initiative von Amazon.com für 1,45 Millionen Dollar zum Verkauf angeboten. Dadurch geriet es indirekt in die Kritik des Ökonomen Tyler Cowen, der die Aktion von Amazon in Frage stellte, da es so aussah, „als würden die Händler versuchen, unerwünschte und schwer zu verkaufende Stücke loszuwerden“.